# Freda Meissner-Blau
Freda Meissner-Blau (Dresden, 11 de març de 1927- 22 de desembre de 2015) va ser una política austríaca, activista i prominent figura del moviment ecologista d'Àustria. Va ser una de les fundadores i portaveus oficials del Partit Verd d'Àustria.